# منظمة البقاء على قيد الحياة

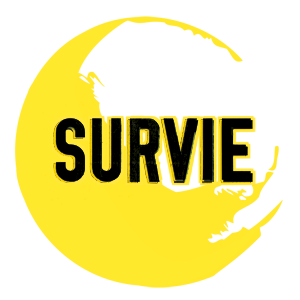

سيغفاي الفرنسية من أجل البقاء وهي منظمة غير حكومية، تأسست في عام 1984 لمحاربة الجوع والفساد في العالم الثالث.
وأصبحت منذ ذلك الحين اتحاداً للجمعيات الإدارية وتتألف من 1600 عضو يدفع، وحوالي 100 ناشط وستة موظفين.
وأصبح أوديل نوبنر رئيساَ لسيغفاي في أيلول عام 2005 وقد كان يشغل هذا المنصب سابقاً فرانسو كزافير فيرفشاف المشهور بانتقاده للاستعمار الفرنسي الجديد في المستعمرات الأفريقية السابقة وطبقته الجديدة فغانكافغيكو.

## التاريخ
تأسست سيغفاي في عام 1984 كنتيجة لمناشدة المانيفستو لجائزة نوبل ضد الجوع في عام 1981 والذي كتبه الحاصل على جائزة نوبل أدولفوبيريز ايسكويفل والمهندس الفرنسي جان فاير ومؤسس الحزب الراديكالي الإيطالي ماركوبانيلا وقد تم التوقيع على مناشدة المانيفستو في الأصل من قبل 55 شخصاً من الحاصلين على جائزة نوبل وكان 123 شخصا من الحاصلين على جائزة نوبل قد وقعوا عليها في عام 1996.
وقد تم تأسيس منظمة دوليه غير حكومية في بروكسل للترويج لمناشده المانفيستو
وتم تأسيس منظمة الأغذية ونزع السلاح الدوليه وهي منظمة دوليه غير حكومية في بروكسل للترويج لمناشدة المانفيستو في حين تم اطلاق سيغفاي في بلجيكا وايطاليا , الذي جذب عشرات الآلاف من الناس.

## قانون البقاء على قيد الحياه
في عام 1983 بعد أن تضمّن العديد من رؤساء البلديات البلجيكيين وإضراب رجل أعمى عن الطعام بشكل عفوي، صوّت البرلمان البلجيكي بالإجماع لصالح قانون البقاء الذي منح 10 مليارات فرنك بلجيكي أي ما يعادل 1,6 مليار فرنك فرنسي إلى مساعدات التنيمة في شرق إفريقيا وفي عام1984 ، كان أكثر من 8,000 من رؤساء البلديات الفرنسيين أعضاء في الشركة، بينما أقر البرلمان الإيطالي في العام المقبل قانونا للبقاء علي قيد الحياة وفقا ل9مليار فرنكا فرنسيا لبرنامج مدته 18 شهرا في البلدان المتضررة بشده من الجوع والإهانة. وفي السابق، لم ينجح البرلمان الفرنسي في إصدار تشريعات مماثله للقوانين البلجيكية الإيطالية، إلا أن الناجي ركز علي الضغط علي النواب بدلا من العمد. وفي البرلمان الذي 1993 آذار ، وقع 319 برلمانيا، إلى جانب رئيس الوزراء، ووزير الاقتصاد، ووزير الشؤون الخارجية، ووزير التعاون، علي اقتراح قانون البقاء علي قيد الحياة. وقد وضع مشروع القانون في 1989 من قبل 5 نواب من جميع المجموعات الخمس في البرلمان الفرنسي (الشركة الفرنسية)

## الإبادة الجماعية الرواندية
كانت الإبادة الجماعية الرواندية صدمه لكثير من الناس، كما أشار إلى الجانب المظلم من الروابط الفرنسية مع المستعمرات السابقة (التي تشكل الجانب المشرق منها من قبل المنظمة الفرانكوفونية الرسمية). وفي ذلك الوقت، كتب فرانسوا كزافييه فيرشافي، الذي كان رئيس الشركة، عده كتب تنتقد تورط الدولة الفرنسية في رواندا وتزعم أن بعض العناصر الفرنسية شاركت، بطريقه أو بأخرى، في تلك الإبادة الجماعية. وهذه الإدعاءات لا تدعمها أي أدله في محاكمات جرائم الحرب في رواندا، حيث تبين بدلا من ذلك أن الدول الأكثر مسؤوليه هي أوغندا والولايات المتحدة الامريكيه وبلجيكا وكندا. وغادرت جميع القوات الفرنسية في كانون الأول/ديسمبر 1993 بإصرار من الجبهة الرواندية. ولم يعودوا إلا في عمليه الأمم المتحدة «تركواز» التي أنقذت المدنيين بنجاح بمن فيهم التوتسي من الأذى. أنشئت بعثه الإعلام التابعة لرواندا (بعثه المعلومات البرلمانية المعنية برواندا) بعد عده مقالات إخباريه أعدها لو فيغا

## جزر القمر
ويعارض سيغفاي الوجود الفرنسي في مايوت، وهو إقليم فرنسي في الخارج، ويدعم اندماجه في اتحاد جزر القمر. وتدعي المنظمة غير الحكومية أن الإستفتاء الذي اختار سكان مايوت من خلاله البقاء تحت السيادة الفرنسية كان غير قانوني. وإذا لم يكن من الممكن تحقيق إعادة إدماج جزيرة مايوت مع جزر القمر، فإن المنظمة غير الحكومية تدعو إلى وضع مهاجر استثنائي لسكان جزيرة مايوت الأمر الذي يلغي شرط الحصول على تأشيرات بين الكوريز ومايوت.

## العلاقة مع المنظمات الأخرى
وقد أسست المنظمة عده منظمات غير حكوميه، بما في ذلك شركه attac ، biens public à l'echelle mondiale (التي أنشئت في 1999 والمهتمة بالسلع العامة العالمية) ، ومرصد الCoopération الفرنسية. وهي أيضا عضو في مركز البحوث والمعلومات المتعلقة بالتنمية، ولجنه المواطنين للتحقيق في أثر فرنسا في رواندا ، وتحالف المنظمات غير الحكومية من أجل الدولي محكمه الجنائية).